# Владимир Всеволодович Мономах
Влади́мир Все́володович Монома́х (др.-рус. Володимиръ (-мѣръ) Вьсеволожичь Мономахъ; в крещении Васи́лий; 26 мая 1053, Переяславль — 19 мая 1125, Киев) — князь ростовский (1066—1073), князь смоленский (1073—1078), черниговский (1078—1094), переяславский (1094—1113), великий князь киевский (1113—1125), государственный деятель, военачальник, писатель, мыслитель. На сохранившихся печатях Владимир Мономах использовал также титул архонт всея земли Русской, на манер византийского титула.
Владимир Мономах был сыном князя Всеволода Ярославича. Прозван Мономахом по прозванию рода матери, которая была родственницей византийского императора Константина IX Мономаха.
В Русской православной церкви почитается как благоверный князь в Соборе всех святых, в земле Русской просиявших (второе воскресенье после Пятидесятницы) и в Соборе Киевских святых (15 июля (28 июля)).

## Биография

### При жизни отца
Своё детство и юность провёл при дворе отца Всеволода Ярославича в Переяславле-Южном. Постоянно возглавлял отцовскую дружину, осуществлял далёкие походы, воевал против половцев.
В 1076 году вместе с Олегом Святославичем участвовал в походе в помощь полякам против чехов, также дважды ходил с отцом и Святополком Изяславичем против Всеслава Полоцкого. Во время второго похода произошло первое использование наёмного войска из половцев для междоусобной войны. На момент смерти киевского князя Святослава Ярославича (декабрь 1076 года) был смоленским князем.
Летом 1077 года Владимир Мономах вместе с отцом ходил на Полоцк, а зимой 1077/78 года с двоюродным братом Святополком Изяславичем, вместе с которым они «выжгли Полоцк».
В 1078 году его отец стал киевским князем, а Владимир Мономах получил Чернигов. В 1080 году отбил набег половцев на черниговские земли, нанёс поражение кочевникам-торкам.
В начале 1080-х подавил восстание вятичей, произведя два похода (две подряд зимы между 1078 и 1084 годами).
В 1093 году после смерти отца, великого князя Всеволода, имел возможность занять киевский престол, но, не желая войны, не препятствовал двоюродному брату Святополку занять престол, сказав: «Если сяду на столе отца своего, то буду воевать со Святополком, так как стол этот был его отца». Сам же остался княжить в Чернигове. Однако Владимир сохранил свою власть в Ростове и распространил её на Смоленск (1097). Также ему удалось не допустить замены своего сына Мстислава в Новгороде сыном Святополка (1102), и тем самым он нарушил традицию, по которой в Новгороде княжил старший сын киевского князя.

### При Святополке Изяславиче (1093—1113)
Сразу после смерти Всеволода Ярославича Владимир и его брат Ростислав вместе со Святополком Изяславичем в мае 1093 года потерпели тяжёлое поражение у Треполя, на реке Стугне, от половцев. Во время бегства через реку Ростислав Всеволодович утонул. Пытаясь спасти его, Владимир едва не утонул сам. После нового поражения Святополка у Желани Владимир вместе со Святополком бился с половцами ещё раз — у Халепа. Итог сражения неизвестен, но после него был заключён мир, скреплённый женитьбой Святополка на дочери хана Тугоркана.
В условиях киевско-половецкого мира Владимир оказался один на один с поддержанным половцами Олегом Святославичем, изгонявшим из Чернигова ещё его отца, и вынужден был после 8-дневной осады уступить ему Чернигов (июль 1094 года). В следующем году в Переяславле Владимир Мономах после споров прислушался к советам дружинников Славяты и Ратибора и согласился убить во время мирных переговоров двух половецких ханов (Итлара и Кытана), после чего Святополк выступил на стороне Владимира в войне за левобережные волости. Изгнание Олега из Чернигова в мае 1096 года обернулось вторжением Тугоркана и Боняка соответственно на левый и правый берега Днепра, но Тугоркан был разгромлен на Трубеже (19 июля 1096) и погиб.
Тем временем Олег занял Муром (в битве у города погиб сын Мономаха Изяслав Владимирович), Ростов и Суздаль. Тогда на него двинулся Мстислав Владимирович из Новгорода, а Вячеслав Владимирович (уже в союзе с половцами) был послан отцом ему на помощь с юга. Олег был разгромлен на Колокше и изгнан из Рязани. Однако, несмотря на поражения, по решению Любечского съезда (1097) Святославичи получили всё отцовское наследство: Чернигов и Северскую землю, Рязань, Муром, Тмутаракань. Историк А. В. Назаренко считает, что по решению Любечского съезда Святославичи были лишены права претендовать на киевское княжение.
За Владимиром Мономахом по решению Любечского съезда были утверждены все волости его отца, то есть Переяславль, Смоленск, Ростовская область. Новгород также остался за сыном его Мстиславом. Попытка Святополка заменить его на своего сына встретила протест новгородцев.
Вскоре после Любечского съезда началась война за Волынь, Перемышль и Теребовль. Формальным поводом к войне послужило ослепление Василька Ростиславича теребовльского Давыдом Игоревичем волынским, но то, что это произошло во владениях Святополка, едва не привело к его свержению Владимиром с киевского престола в 1098 году. В результате войны Святополк отобрал у Давыда Волынь себе, а претензии Святополка на владения Ростиславичей провалились после битв на Рожном поле и на Вагре. Заключение мира и распределение волостей произошло на съезде в Уветичах (1100 год).
В 1101 году Владимир Мономах, Олег и Давыд Святославичи на съезде у Сакова заключают мирное соглашение с половцами, подтверждённое обменом заложниками. Мир с половцами был нарушен Святополком и Мономахом в 1103 году.
В начале 1100-х годов Владимир Мономах инициирует строительство Успенского собора в Смоленске и Богородице-Рождественского собора в Суздале, что даёт начало каменному строительству на Смоленщине и в Северо-Восточной Руси.
Начиная с 1103 года, Владимир Мономах стал вдохновителем и одним из руководителей совместных наступательных военных походов против половцев (сражения на Сутени в 1103 году, на Сальнице в 1111 году), также были разбиты Боняк и Шарукан на переяславской земле (1107).

### Великое княжение
- Территориальные изменения владений Мономаха (розовым)
- 1093 год (начало правления Святополка)
- 1113 (вокняжение в Киеве)
- 1125 (конец правления)

После смерти в 1113 году киевского князя Святополка Изяславича в Киеве вспыхнуло народное восстание; киевское боярство 4 мая 1113 года призвало на княжение Владимира Мономаха. Однако, согласно Повести временных лет, он приехал только после второго приглашения от киевских бояр, когда ему сообщили, что киевляне разграбили двор тысяцкого Путяты, напали на евреев, разграбив их имущество, и предупредили, что ещё нападут на его невестку, бояр и монастыри, и он будет держать ответ, если разграбят монастыри.
Восстание утихло, но в то же время князь вынужден был законодательным путём несколько смягчить положение низов. Так возник «Устав Владимира Мономаха» или «Устав о резах», который вошёл в состав пространной редакции «Русской Правды». Этот устав ограничил прибыли ростовщиков, определял условия закабаления и, не покушаясь на основы феодальных отношений, облегчал положение холопов и закупов.
Княжение Владимира Мономаха было периодом последнего усиления Киевской Руси. Владимир Мономах через своих сыновей управлял 3/4 её территории. Туров Мономах получил по смерти Святополка как киевскую волость. В 1117 году Мономах отозвал своего старшего сына Мстислава из Новгорода в Белгород, что стало вероятной причиной выступления сына Святополка Изяславича Ярослава, правившего на Волыни и опасавшегося за свои наследственные права на Киев. В 1118 году Мономах вызвал новгородских бояр в Киев и привёл их к присяге. В 1118 году Ярослав был изгнан с Волыни, после чего пытался вернуть княжество с помощью венгров, поляков и разорвавших союз с Мономахом Ростиславичей, но безуспешно. В 1119 году Владимир Мономах силой оружия завладел также Минским княжеством. При Владимире Мономахе начали заключаться династические браки между Рюриковичами. Ярослав Святополчич (убит в 1123 году при попытке вернуть Владимир-Волынский) и Всеволод Ольгович (черниговский князь с 1127 года) были женаты на дочерях Мстислава Владимировича (внучках Мономаха), на дочери Владимира Мономаха Агафье был женат Всеволодко городенский, Роман Владимирович был женат на дочери Володаря Ростиславича Перемышльского. Стабильность в государстве держалась на авторитете Мономаха, который он заслужил в борьбе с половцами, а также концентрации большей части земель Древнерусского государства в руках киевского князя.
После второго похода русских дружин в верховья Северского Донца с разгромом находящихся под властью половцев городов (1116) половцы откочевали от русских границ (частично ушли на службу в Грузию), и посланное в конце правления Мономаха за Дон войско не нашло там половцев.
В 1116 году по поручению Владимира Мономаха Сильвестром, игуменом Выдубицкого монастыря, была создана 2-я редакция «Повести временных лет», затем в 1118 для переведённого отцом на юг Мстислава Владимировича — 3-я. Согласно предположению ряда учёных (Алешковский М. Х. и др.), в 1119 году пресвитер Василий, близкий к Владимиру Мономаху, в четвёртый раз отредактировал текст «Повести временных лет». Именно эта редакция летописи дошла до нас в составе Лаврентьевской летописи 1377 года.

#### Война с Византией
В конце XI — начала XII века на Руси появился византийский самозванец лже-Диоген, выдававший себя за давно убитого сына императора Романа IV — Льва Диогена. Владимир II Мономах из политических соображений «признал» претендента и даже выдал за него свою дочь Марию. Великому князю удалось собрать значительные силы, и в 1116 году под предлогом возвращения престола «законному царевичу» он пошёл войной против Византии — последней в истории двух государств. При поддержке Мономаха и половцев лже-Диогену удалось овладеть многими дунайскими городами, но в одном из них, Доростоле, самозванца настигли двое наёмных убийц, посланных византийским императором Алексеем I. Это, однако, не остановило Мономаха. Он продолжал действовать — теперь уже в интересах сына лже-Диогена — Василия и организовал новый поход, пытаясь удержать города на Дунае. Во главе войска встал воевода Иван Войтишич, которому удалось «посадить посадников по Дунаю».
Византия, по всей видимости, смогла вернуть себе придунайские земли, так как вскоре Мономах послал на Дунай ещё одно войско во главе со своим сыном Вячеславом и воеводой Фомой Ратиборовичем, которое безуспешно осаждало Доростол и вернулось обратно.
Только в 1123 году, уже после смерти императора Алексея I (15 августа 1118 г.), русско-византийские переговоры увенчались заключением династического брака: внучка Мономаха стала женой сына византийского императора Иоанна II — Алексея.

## В «Слове о полку Игореве»
Упоминание в «Слове о полку Игореве (1185—1250 года)»:

Были века Трояна, минули годы Ярослава, были и войны Олеговы, Олега Святославича. Тот ведь Олег мечом раздоры ковал и стрелы по земле сеял. Вступает он в золотое стремя в городе Тмуторокани, звон же тот слышал давний великий Ярославов сын Всеволод, а Владимир каждое утро уши закладывал в Чернигове.

## В «Слове о погибели Русской земли»
Имеется упоминание в «Слове о погибели Русской земли» (1238—1246), написанное в похвалу Владимира Мономаха: «То все с помощью Божьею покорено было христианскому народу, поганые эти страны повиновались великому князю Всеволоду, отцу его Юрию, князю киевскому, деду его Владимиру Мономаху, которым половцы своих малых детей в колыбели пугали. А литовцы из болот своих на свет не показывались, а угры укрепляли каменные стены своих городов железными воротами, чтобы их великий Владимир не покорил, а немцы радовались, что они далеко — за Синим морем. Буртасы, черемисы, вяда и мордва бортничали на великого князя Владимира. А император царьградский Мануил от страха великие дары посылал к нему, чтобы великий князь Владимир Царьград у него не взял».

## Писатель
До нас дошли четыре произведения Владимира Мономаха. Первое — «Поучение Владимира Мономаха», второе — автобиографический рассказ о «Путях и ловах», третье — письмо к двоюродному брату Олегу Святославовичу, четвёртое (предполагаемое) — «Устав Владимира Всеволодовича».

## Браки и дети
- В 1074 году женился на принцессе-изгнаннице Гите Уэссекской, дочери короля Гарольда II Английского, от которой он имел следующих детей:
  - Мстислав Владимирович Великий (1076—1132), великий князь Киевский с 1125
  - Изяслав Владимирович (1077/1078—1096), князь курский[20]
  - Святослав Владимирович (—1114), князь смоленский (до 1113) и переяславский
  - Ярополк Владимирович (1082—1139), князь переяславский и великий князь киевский с 1132
  - Вячеслав Владимирович (—1154), князь смоленский, туровский, великий князь киевский в 1139, 1150, 1151—1154
- (ок. 1099 г.) Ефимия, возможно гречанка (ум. 7 мая 1107), от которой он имел следующих детей:
  - Мария (Марица) Владимировна (†1146/1147), замужем за лже-Диогеном
  - Евфимия Владимировна (†1139), вышла замуж за Кальмана I, короля Венгрии
  - Агафия Владимировна, вышла замуж за Всеволодко городенского;
  - Юрий Владимирович Долгорукий (ок. 1099—1157), князь ростовский, суздальский, великий князь киевский в 1149—1150 и с 1155.
  - Роман Владимирович (—1119), князь волынский
  - Андрей Владимирович (1102—1141), князь волынский, князь переяславский
- (дата неизвестна) дочь половецкого хана (†11 июля 1127)

### Старшинство сыновей Владимира
В отношении большинства детей Владимира Мономаха не представляется возможным точно определить, когда (и, соответственно, от какой из жён) они были рождены. Из 8-и сыновей Владимира общепризнанно старшим был Мстислав. Согласно летописным сведениям, он родился ещё при жизни Святослава Ярославича в 1076 году. Он же занимал новгородский престол, а это как правило делали старшие сыновья киевских князей.
Следующими на страницах летописей появляются Изяслав и Вячеслав. Изяслав был убит в 1096 году, а Вячеслав вместе с Мстиславом участвовал в сражении против Олега Святославича (1097). При этом Вячеслав однозначно уступал в старшинстве Ярополку, которого Вячеслав сменил в Киеве в 1139 году. А Ярополк, в свою очередь, уступал в старшинстве Святославу, которого Ярополк сменил в 1114 году на переяславском княжении. Известен год рождения только одного из них, Ярополка (1082), из «Истории Российской…» В. Н. Татищева.
На Волыни 1117—1119 годах княжил Роман, который в последовательности сыновей Владимира иногда ставится 4-м после Мстислава, Изяслава и Святослава. Возможно, по этой причине Андрей, сменивший Романа на Волыни, иногда называется 5-м сыном. Начало такому толкованию положено, вероятно, В. В. Богуславским и встречается в других источниках, причём с повтором ошибочной информации о переяславском княжении Андрея с 1125 года. Год рождения Андрея (1102) указан в Воскресенской и Тверской летописях. Андрей как правило считается самым младшим из 8-и сыновей Мономаха, например в ЭСБЕ, хотя в 1135—1141 годах он занимал один из наиболее престижных престолов, переяславский, в то время как Юрий занимал суздальский. Андрей мог быть назван 5-м сыном и если речь шла только о Владимировичах, переживших отца: Мстиславе, Ярополке, Вячеславе, Юрии и Андрее (тогда версии о 5-м сыне и младшем сыне совпадают), в обратном случае он должен был быть старше Святослава, Романа и Юрия (Мстислав, Изяслав и Вячеслав, уступавший в старшинстве Ярополку, упоминались до рождения Андрея), что почти невероятно.
Что касается Юрия Долгорукого, то его отец в своём «Поучении…» упоминает о смерти «Гюргевой мати» (то есть матери Юрия Долгорукого), и это известие историки традиционно относили к первой жене Мономаха Гите Уэссекской. Однако, согласно более поздним исследованиям, смерть матери Юрия датируется 7 мая 1107 года, тогда как дата смерти его первой жены Гиты — 10 марта, возможно, 1098 года. Это соображение позволило А. В. Назаренко отнести рождение Юрия ко второму браку Владимира. Он считал Юрия и, возможно, Романа, старшими братьями Андрея от второго брака их отца. В таком случае верно наблюдение, что все дети от первого брака Владимира носили славянские имена, все дети от второго брака — имена греческие.

### Спорная генеалогия
В. Н. Татищев упоминает сына Владимира Мономаха Глеба Владимировича, князя смоленского и переяславского. Сообщения о нём в настоящее время считаются недостоверными и признаются только частью исследователей.
Существует гипотеза, что София, жена Святослава Всеславича и мать Василька Святославича, была дочерью Владимира Мономаха (см. Святослав Всеславич. Брак и дети). Если это так, то София Владимировна должна быть дочерью от первого брака Владимира.
А. В. Назаренко на основании сведений о разорванной помолвке между венгерским принцем Белой и дочерью византийского императора Мануила Комнина Марией обосновал предположение, что у Владимира Мономаха была дочь, в западных источниках известная как Юстиция, жена Оттона II, графа диссенского, и прабабка Марии Комниной. На Руси у неё могло быть христианское имя Евпраксия или Евномия, переведённое с греческого на латынь как Юстиция. Исследователь считает, что брак между Мономаховной и Оттоном II был заключён примерно в 1094—1096 годах и был связан с переориентацией Владимира Мономаха на союз с пропапской партией Вельфов после скандального развода его сестры Евпраксии-Адельгейды и германского императора Генриха IV. Надо заметить, что гипотеза Назаренко требует пересмотра традиционной генеалогии графов диссенских.

## Память
- Владимир Мономах увековечен на памятнике «Тысячелетие России» в Великом Новгороде (1862)
- Владимир Мономах увековечен на памятнике 900-летия съезда князей в Любече (1997)
- В 2002 году была выпущена памятная монета Украины, посвящённая Владимиру Мономаху[31]
- В 2003 году была выпущена почтовая марка Украины, посвящённая Владимиру Мономаху
- В 2003 году была выпущена почтовая марка России, посвящённая Владимиру Мономаху
- В городе Смоленске установлен памятник Владимиру Мономаху
- В городе Прилуках Черниговской области Украины установлен памятник Владимиру Мономаху
- В честь князя названа атомная подводная лодка проекта «Борей» ВМФ России.

Галерея
- Владимир Мономах на памятнике «Тысячелетие России» в Великом Новгороде, 1862
- Марка СССР. Шапка Мономаха, 1964.
- Марка Почты России, 2003
- Монета Банка России. Тысячелетие Русской Правды, Ярослав Мудрый и Владимир Мономах, 2016
- Памятник Владимиру Мономаху в Борисполе, Украина
- Памятник Владимиру Мономаху в Прилуках, Украина
- Владимир II Мономах, Памятник Тысячелетию России
- «900 лет Уставу Владимира Мономаха», почтовый блок Украины, 2013

## В культуре
В литературе
Владимиру Мономаху и его эпохе Александр Грибоедов посвятил замысел одной из своих трагедий (до наших дней сохранился лишь её отрывок — сцена «Диалог половецких мужей»). Из современных литераторов о князе писали Борис Васильев, Антонин Ладинский (роман «Последний путь Владимира Мономаха»), Валентин Иванов (роман «Русь великая»), Евгений Санин, Василий Седугин.
В кино
- «Рюриковичи. История первой династии» (Россия, 2019) — Денис Беспалый. Режиссёр — Максим Беспалый.

Галерея
- Борис Чориков. Венчание на царство князя Владимира Мономаха, 1836.
- Завещание Владимира Мономаха детям, 1125. Литография по рисунку Бориса Чорикова, 1836.
- Виктор Васнецов. Отдых великого князя Владимира Мономаха после охоты, 1848.
- Земцов Александр Ефимович. Смерть Владимира Мономаха, 1890-е.
- Завещание Владимира Мономаха. Василий Верещагин
- Алексей Кившенко. «Долобский съезд князей — свидание князя Владимира Мономаха с князем Святополком»